# Pallenis
Pallenis és un gènere de plantes amb flors que comporta algunes espècies essencialment de la regió mediterrània. L'espècie Pallenis spinosa anteriorment estaba classificada dins el gènere Asteriscus. Consta de plantes herbàcies anuals o bienals que fan de 20 a 50 cm d'alt. Són resistents a la secada.

## Descripció
Les seves flors estan agrupades en un capítol envoltades per un involucre de bràctees. Són de color groc amb les flors perifèriques ligulades i les del disc central tubulars. Les fulles són simples i alternes.,Les bràctees exteriors, que semblen fulles superiors acaben en punta o bé en una espina (Pallenis spinosa).
|  |  |

## Algunes espècies
- Pallenis maritima (L.) Greuter, syn. Asteriscus maritimus, Buphthalmum maritimum.
- Pallenis spinosa (L.) Cass., syn. Asteriscus spinosus (L.) Sch. Bip., Asteriscus spinosus subsp. spinosus, Athalmum spinosum, Bubonium spinosum (L.)Samp., Buphthalmum spinosum, Pallenis croatica Graebn., Pallenis spinosa subsp. aurea (Pomel) Nyman, Pallenis spinosa subsp. spinosa (L.) Cass..

- Pallenis hierochuntica (Michon) Greuter syn. Asteriscus hierochunticus, Saulcya hierochuntica, Asteriscus pygmaeus (DC.) Coss. & Dur., Asteriscus aquaticus (L.) Less. subsp. nanus, Asteriscus nanus (Boiss.) Nyman, es venen sota el nom (que comparteixen altres plantes) de "Rosa de Jericó".[1]
- Pallenis teknensis (Dobignard & Jacquemoud) Greuter & Jury